# 德格梅花草
德格梅花草（学名：Parnassia degeensis）为卫矛科梅花草属下的一个种。

## 扩展阅读
- 維基物種上的相關：德格梅花草